# Werkzeugmaschinenfabrik Arno Krebs
Die Werkzeugmaschinenfabrik Arno Krebs ist ein 1901 von Johannes Krebs in Leipzig-Mockau gegründetes Unternehmen zur Herstellung von Maschinen und Anlagen für die Metallbearbeitung. Nach wechselhafter Geschichte ist es heute als Schaudt Mikrosa GmbH, Leipzig Teil der United Grinding Group AG Bern und über die Hamburger Körber AG als deren Holding im Besitz der gemeinnützigen Körber-Stiftung.

## Geschichte

### Werkzeugmaschinenfabrik Arno Krebs (1901–1945)
Im Jahr 1901 gründete Johannes Krebs im Leipziger Stadtteil Mockau eine Fabrik zur Herstellung von Fräsmaschinen, Apparaten und sonstigen Vorrichtungen für die Metallbearbeitung. 1917 übernahm sein Sohn Arno Krebs die Firma. Vermutlich hieß das Unternehmen schon bei der Gründung Werkzeugmaschinenfabrik Arno Krebs.
In der Weimarer Republik sowie der NS-Zeit war das Unternehmen auch international aktiv. Davon zeugen auch eine Reihe von heute noch erhaltenen Plakaten, Broschüren und Werbekarten aus der Zeit zwischen 1933 und 1939. 1935 und 1937 stellte die Werkzeugmaschinenfabrik Arno Krebs ihre Maschinen im Rahmen der Werkzeugmaschinenausstellung auf der technischen Messe Leipzig aus. Bekannt waren vor allem die sogenannte Krebsfäsen vom Typ UF 3 und UFE 3P. Letztere wurde auch auf dem russischen Markt angeboten. Im Zweiten Weltkrieg hatten die Maschinen von Krebs Bedeutung für die Rüstungsindustrie. Im 1942 erschienenen Werk Der Vierjahresplan von Hermann Göring fand die Werkzeugmaschinenfabrik Arno Krebs ebenso Erwähnung wie auch in einer 1945 verfassten Untersuchung der United States Foreign Economic Administration zur deutschen Waffenproduktion.

### VEB Mikrosa Leipzig (1945–1990)
Am 27. Februar 1945 wurde das Werk durch alliierte Bombenangriffe stark zerstört. Erst Ende des Jahres 1945 konnte die Produktion wieder aufgenommen werden. Das Unternehmen wurde auf der Grundlage des Volksentscheids vom 30. Juni 1946 in der sowjetischen Besatzungszone enteignet und per 1. Juli 1948 als Volkseigener Betrieb Werkzeugmaschinenfabrik Leipzig-Mockau (Später auch: VEB Fräsmaschinen Leipzig) rechtswirksam verstaatlicht. Zusammen mit den Ursprungsfirmen Kirchner & Co. (Holzbearbeitungsmaschinen), Müller & Montag (Fräsmaschinen und Drehbänke) sowie Gehring (Honmaschinen) bildete die Werkzeugmaschinenfabrik Leipzig-Mockau die Vereinigung Volkseigener Betriebe Maschinenbau Land Sachsen und wurde mit dieser Teil des VVB Werkzeugmaschinen und Werkzeuge.
1949 begann man mit der Herstellung der ersten spitzenlosen Außenrundschleifmaschine vom Typ SRS. Als inzwischen reines Schleifmaschinenwerk mit ausschließlicher Fertigung der SASL-Reihe erfolgte 1964 die Umbenennung in VEB Mikrosa Leipzig. Die Jahresproduktion lag zu der Zeit bei ca. 400 Maschinen. Die Fertigung erster CNC-Maschinen folgte ab 1976. Der betrieb war bis 1990 Teil des Werkzeugmaschinenkombinats „7. Oktober“.
Nach der Wende wurde die VEB Mikrosa Leipzig im Rahmen der Privatisierung durch die Treuhandanstalt in die Mikrosa Werkzeugmaschinen GmbH umgewandelt und 1990 durch die Hamburger Körber AG als Holding übernommen. Mikrosa war zu diesem Zeitpunkt der weltweit größte Hersteller spitzenloser Außenrundschleifmaschinen. Nach dem Tod des Firmengründers und alleinigen Inhabers Kurt A. Körber 1992 ging die Körber AG in den Besitz der von ihm 1959 gegründeten gemeinnützigen Körber-Stiftung über.

### Mikrosa Werkzeugmaschinen GmbH (1990–2005)
1993 erfolgte im Rahmen einer Restrukturierung unter dem Dach der Körber Schleifring GmbH, Berlin die Bildung der internationalen Schleifring-Gruppe. Neben der Berliner Werkzeugmaschinenfabrik GmbH (BWF), dem Schleifmaschinenwerk Chemnitz, der Schaudt Maschinenbau GmbH sowie den beiden Schweizer Unternehmen Mägerle AG Maschinenfabrik und Fritz Studer AG gehörte auch die Mikrosa Werkzeugmaschinen GmbH zur Gruppe. In diesem Rahmen übernahm Mikrosa zum 1. Februar 1994 die Geschäfte der Herminghausen-Werke GmbH, Mühlheim am Main, die gleichsam auf die Fertigung spitzenloser Rundschleifmaschinen spezialisiert war, von der MAN Roland Druckmaschinen AG sowie die Lizenzen von Außenrundschleifmaschinen (Multimat) der zum Konzern gehörenden Koenig & Bauer AG (KBA). Ab 1995 erfolgte die Entwicklung der Kronos-Baureihe, einer spitzenlosen Rundschleifmaschine, die nicht nur auf den Einsatz von konventionellen Schleifkörpern, sondern auch auf CBN-Schleifscheiben (Kubisch kristallines Bornitrid) ausgelegt ist und in einigen Fachbüchern als beispielhaft rezipiert wird.
Im Rahmen einer neuerlichen Restrukturierung fusionierten am 1. Januar 2000 Schaudt, BWF und Mikrosa zur Schaudt Mikrosa BWF GmbH, mit Firmensitz in Stuttgart sowie weiteren Werken in Berlin, Leipzig, und Hartmannsdorf. Alleiniger Geschäftsführer wurde Ulrich Frenzle (HRB 20 732 – 2. Mai 2000). Mit zusammen 520 Mitarbeiter erwirtschafteten die Unternehmen zuletzt einem Umsatz von ca. 78 Mio. Euro. 2003 schloss Mikrosa die beiden ehemaligen BMF Betriebsstätten in Berlin. 2004 folgte die Gründung der Studer Schaudt GmbH in Stuttgart als Kompetenzzentrum Rundschleifen für die Automobilindustrie und die Herstellung von Rundschleifmaschinen durch Studer und Schaudt Mikrosa BWF wurde unter Führung der Studer AG, Schweiz zusammengefasst.

### Schaudt Mikrosa GmbH (2005 – 2020)
Die im Jahr 2005 zu Aufbauzwecken gegründete Studer Mikrosa GmbH eröffnet 2007 ein neues Werk in Leipzig und fusionierten 2009 mit der Studer Schaudt GmbH  sowie der Schaudt Mikrosa BWF GmbH zur Schaudt Mikrosa GmbH mit Hauptsitz in Stuttgart. Unternehmensteile wurden dabei in die Schleifring Verwaltungsgesellschaft mbH, Leipzig umgewandelt. Nur ein Jahr später verlegte Schaudt Mikrosa seinen Firmensitz und alle Produktionsstätten komplett nach Leipzig, was teilweise kritisch thematisiert wurde.
Nach weiterer internationaler Expansion der Körber Schleifring GmbH firmierte die Gruppe 2012 um und wurde zur United Grinding Group AG Bern, Schweiz. Die Schaudt Mikrosa GmbH bildete bis zur Schließung im Jahr 2020 einen der deutschen Teile der international aufgestellten Unternehmensgruppe.

### Schließung 2020
Trotz Widerstand der Belegschaft und Protesten im Mai 2020 wurde der Betrieb der Schaudt Mikrosa GmbH von der United Grinding Group AG Bern zum 30. September 2020 eingestellt und das Werk in Leipzig, welches erst 2007 für 4 Millionen Euro modernisiert wurde, geschlossen. Als Begründung wurde der Strukturwandel in der Automobilindustrie und die Corona-Krise genannt.

## Trivia

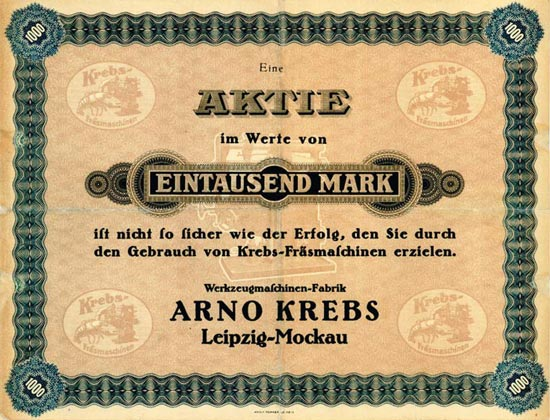
Aktie der Maschinenfabrik Arno Krebs um 1910

Obwohl die Werkzeugmaschinenfabrik Arno Krebs keine Aktiengesellschaft war, wurden um 1910 zu Werbezwecken Aktien ausgegeben. Auf dem Papier in Stil einer Aktie befand sich vier Mal das Logo der Gesellschaft, ein Krebs beim Bedienen einer Fräsmaschine sowie der Slogan: Eine Aktie im Werte von 1.000 Mark ist nicht so sicher wie der Erfolg, den Sie durch den Gebrauch von Krebs-Fräsmaschinen erzielen. Die Papiere werden noch heute unter Aktiensammlern gehandelt.